# Vladímir Jrzhanovski
Vladimir Gennadievich Chrshanovski (translitera del cirílico ucraniano Володимир Геннадійович Хржановськiй (Yalta, 6 de noviembre de 1912 - Kiev, 10 de abril de 1985) fue un botánico, y explorador ucranianosoviético.

## Eponimia
- (Rosaceae) Rosa chrshanovskii Dubovik [2]